# Paroisse de Sainte-Catherine
La paroisse de Sainte-Catherine est une des subdivisions de la Jamaïque (en anglais Saint Catherine Parish ou St. Catherine). Son chef-lieu est Spanish Town. Elle s'étend sur 1 192 km² et compte 500 000 habitants (2001). Elle dépend du comté de Middlesex.

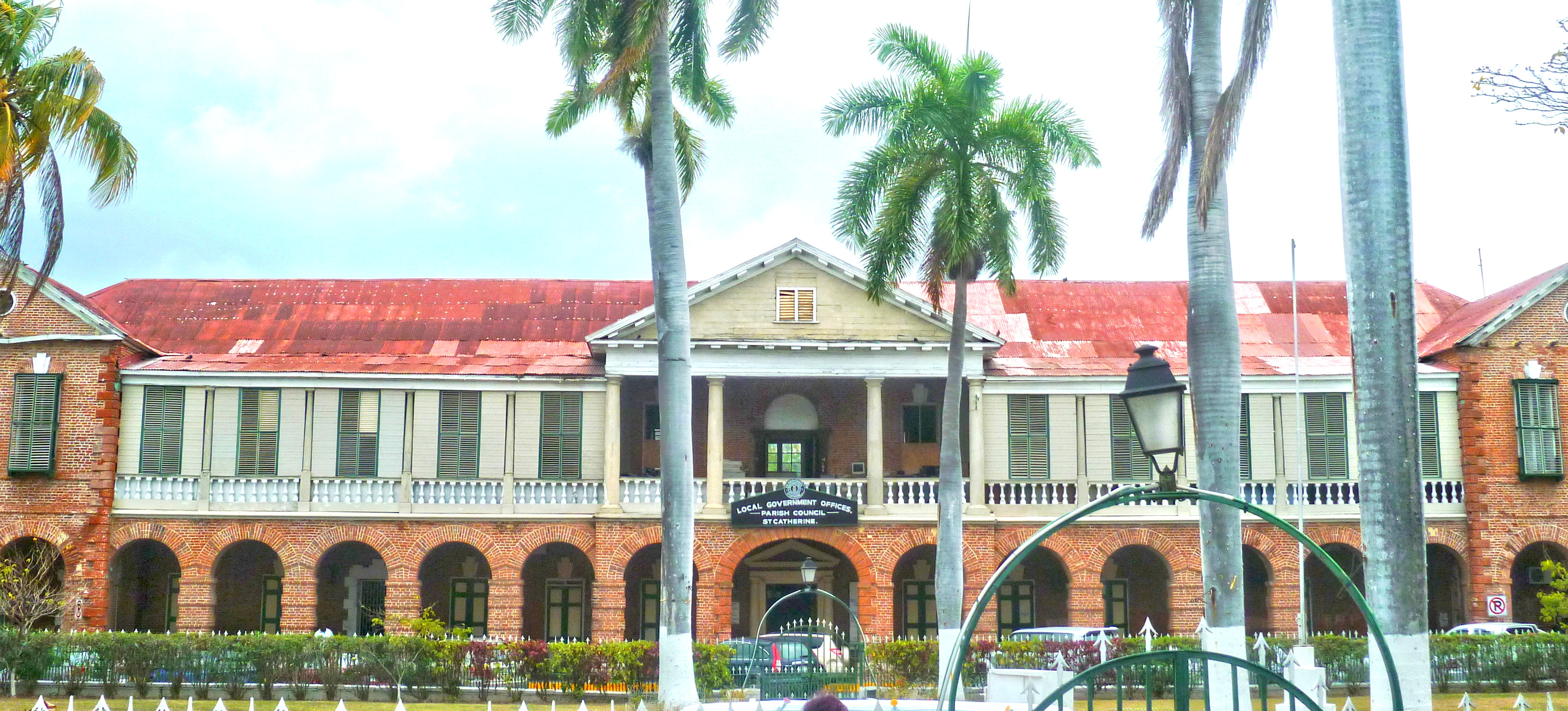
Bureaux du conseil paroissial de Sainte-Catherine

## Personnalité liée à la paroisse
- Fay Allen (1938-2021), policière britannique
- Olive Morris (1952-1979), activiste britannique du black feminism